# Gornja Trnica
Gornja Trnica (en serbe cyrillique : Горња Трница) est un village de Serbie situé dans la municipalité de Trgovište, district de Pčinja. Au recensement de 2011, il comptait 51 habitants.

## Démographie
| 1948 | 1953 | 1961 | 1971 | 1981 | 1991 | 2002 | 2011 |
| ---- | ---- | ---- | ---- | ---- | ---- | ---- | ---- |
| 447  | 479  | 466  | 341  | 224  | 117  | 86   | 51   |

|  |